# Jan Letocha
Jan Letocha (15. září 1950) je český politik, člen Rady Jihomoravského kraje v letech 2000–2008 a v letech 1990–2005 starosta města Kyjova.

## Život
Narodil v roce 1950 v Brně, po absolvování gymnázia v Brně na Lerchově ulici vystudoval fakultu stavební Vysokého učení technického v Brně. Působil jako projektant v Železničním stavitelství Brno a investiční technik v Železárnách Veselí nad Moravou. Od prosince 1990 do února 2005 vykonával funkci starosty města Kyjova. Je ženatý a má dvě děti.

## Veřejné působení
Ve volebním období 2000–2004 a následně i 2004–2008 byl členem Rady Jihomoravského kraje. V jeho kompetence byla oblast kultury. Do krajského zastupitelstva byl zvolen jako nestraník na kandidátní listině KDU-ČSL. V krajských volbách v roce 2008 už nekandidoval. Zvítězil ve výběrovém řízení na pozici ředitele krajské příspěvkové organizace Centrum služeb pro seniory Kyjov, ve které působil do ledna 2017. V této funkci se podílel na přístavbě objektu s šedesáti novými lůžky.